# Steve James
Steve James (Hampton, 8 de março de 1954) é um produtor estadunidense, conhecido principalmente pela realização de documentários. Foi indicado ao Oscar de melhor documentário na edição de 2018 por Abacus: Small Enough to Jail.

## Filmografia
- Stop Substance Abuse, 1986
- Grassroots Chicago, 1991
- Higher Goals, 1993
- Hoop Dreams, 1994
- Prefontaine, 1997
- Passing Glory, 1999
- Joe and Max, 2002
- Stevie, 2003
- The New Americans, 2004
- Reel Paradise, 2005
- The War Tapes, 2006
- At the Death House Door, 2008
- No Crossover: The Trial of Allen Iverson, 2010
- The Interrupters, 2011
- Head Games, 2012
- Life Itself, 2014
- Abacus: Small Enough to Jail, 2016